# Заряжаемый автомобиль
Заряжаемый автомобиль (англ. plug-in electric vehicle – PEV) — автомобиль, тяговая батарея которого используется в качестве источника энергии для движения и может быть заряжена от внешнего источника электрического тока.
К заряжаемым автомобилям относятся как электромобили, которые используют в качестве источника энергии для движения только электрический ток, так и заряжаемые гибриды, использующие в качестве источника энергии для движения как электрический ток, так и сгорание топлива в двигателе внутреннего сгорания.
По прогнозу Международного энергетического агентства, опубликованному в мае 2025 года, каждый четвёртый автомобиль, проданный в мире в 2025 году, будет заряжаемым. Прогнозируется, что в 2030 году доля заряжаемых автомобилей превысит 40% от продаваемых автомобилей.
В Китае часто используется аббревиатура NEV (new energy vehicle) для описания заряжаемых автомобилей.
Для заряда тяговой батареи постоянным током заряжаемые автомобили оборудованы выпрямителем переменного тока. Для работы электродвигателей на переменном токе, постоянный ток из тяговой батареи преобразуется инвертором.
По данным Международного энергетического агентства, в 2024-м году заряжаемые автомобили израсходовали около 180 ТВт⋅ч электроэнергии, что составляло около 0,7 % мирового энергопотребления. По оценкам, 4% электроэнергии в ЕС в 2030 году будет потрачено на заряжаемые автомобили.

## Текущее состояние рынка заряжаемых автомобилей

### В мире
В первой половине 2025 года мировые продажи заряжаемых автомобилей составили 9,1 млн шт. (29 % рост по сравнению с первой половиной 2024 года). При этом продажи в Китае составили 5,5 млн шт. (выросли на 32 %), в странах Европы 2 млн шт. (выросли на 26 %), в Северной Америке 0,9 млн шт. (выросли на 3 %, низкий рост объясняется повышением ввозных пошлин в США на импорт и спад интереса к электромобилям Tesla), а в остальных странах мира продажи за сравниваемые периоды выросли на 40 % и составили 0,7 млн автомобилей.
В 2024 году мировые продажи заряжаемых автомобилей, включая заряжаемые гибриды, превысили 17 млн шт. (25 % рост по сравнению с 2023 годом). При этом продажи в Китае составили 11 млн шт. за год и 1,3 млн шт. в декабре (36 % рост). В странах Европы продажи составили 0,31 млн шт. в декабре 2024 (выросли на 0,7 % по сравнению с декабрём 2023 года), в Северной Америке продажи в декабре 2024 года выросли на 8,8 % по сравнению с декабрём 2023 года и составили 0,19 млн шт. В остальных странах мира продажи за сравниваемые периоды выросли на 26 %.
При этом соотношение продаваемых в мире электромобилей к заряжаемым гибридам в 2024 году снизилось до 1,67 по сравнению с 2,31 в 2023 году, что указывает на значительный рост популярности заряжаемых гибридов.
По итогам первого полугодия 2025 года крупнейшими производителями заряжаемых автомобилей в мире являлись BYD, Geely, Tesla, SAIC и VW.

### Страны ЕС
В первом квартале 2025 года продажи заряжаемых гибридов составили 7,6%, а продажи электромобилей — 15,2%.

### Германия
В феврале 2025 года продажи заряжаемых гибридов составили 9,8%, а продажи электромобилей — 17,7%.

### Швеция
В феврале 2025 года доля заряжаемых автомобилей среди продаваемых автомобилей превысила 50%:  24,4% приходилось на заряжаемые гибриды, а 31,9% — на электромобили.

### Россия
По состоянию на начало 2025 года число заряжаемых автомобилей в России превысило 100 тыс., и составляло около 115 тыс.. При этом в начале 2025 года объём продаж гибридных автомобилей в России превышал электромобили примерно в 3 раза. За два первых месяца 2025 года в России было продано около 1,3 тыс. электромобилей и 3,9 тыс. заряжаемых гибридов, что составляло около 2,5% от проданных автомобилей за этот период.

### Белоруссия
В феврале 2025 года доля заряжаемых автомобилей составляла 12,6% продаж.